# Lac Codette
 (septembre 2024).
Le lac Codette est un lac de barrage situé dans la province canadienne de la Saskatchewan créé en 1986 avec la construction du barrage François-Finlay sur la rivière Saskatchewan, à environ 5 kilomètres en amont de Nipawin,. Il doit son nom au commerçant de fourrures métis Baptiste Codette. 
À ce barrage se trouve le site de la centrale hydroélectrique de Nipawin,. En aval du lac se trouve le lac Tobin, un autre lac artificiel situé le long de la rivière, créé en 1963 avec la construction du barrage EB Campbell.
Le lac Codette se situe sur le site des vasières de Bushfield Flats, un site important pour les Premières Nations ainsi qu'un ancien poste de traite. La rive nord du lac se trouve dans la municipalité rurale de Torch River no 488 tandis que la rive sud se trouve dans la municipalité rurale de Nipawin no 487.

## Bushfield Flats
Les vasières de Bushfield Flats, submergées par le lac Codette lors de la construction du barrage François-Finlay, et le site du poste de traite construit par James Finlay et François LeBlanc en 1768, étaient un site important pour les Autochtones du Canada. Les vasières se trouvaient en amont du barrage, sur une péninsule qui faisait saillie dans la rivière Saskatchewan. Elles ont été nommées d'après William Bushfield, un agriculteur local. Deux fouilles archéologiques menées avant la création du lac en 1986 ont dévoilé un campement préhistorique cri tandis que le site Est prouvait que la région était une importante halte autochtone pendant des siècles,,.

## Divertissement
Le parc régional de Wapiti Valley, qui chevauche le lac près de son extrémité ouest, propose à ses visiteurs du ski alpin et du ski de randonnée nordique en hiver ainsi que du camping en été. On accède au parc par les autoroutes 6 et 789.
À environ 5 kilomètres au sud de Nipawin, le long de l'autoroute 35, se trouve le belvédère du barrage hydroélectrique François-Finlay, situé sur un plateau, qui offre une vue sur le lac Codette, le barrage, la centrale électrique et la gorge.
Sur la rive sud du lac, à environ 11,5 kilomètres à l'ouest de Codette, se trouvent les campings Smit's Seasonal Playground et Blue Winds Fish n' Tours, accessibles depuis l'autoroute 789,,.

## Faune marine
Les espèces de poissons les plus communes du lac sont le doré jaune, le  doré noir, le grand brochet, la lotte, la perchaude, le meunier noir, la laquaiche aux yeux d'or, l'esturgeon jaune et l'esturgeon blanc,.